# Мінерально-сировинна база
Мінера́льно-сирови́нна ба́за (рос. минерально-сырьевая база, англ. mineral and raw-material base, нім. Mineral-Rohstoffbasis f) — сукупність родовищ корисних копалин, у тому числі техногенних, а також відходів видобування та переробки копалин, придатних для промислового використання.
Мінерально-сировинна база — сукупність розвіданих і попередньо оцінених запасів корисних копалин і супутніх компонентів, що може бути застосована в галузях економіки за умови отримання економічної вигоди на рівні, достатньому для провадження розширеного виробництва з метою забезпечення економічної безпеки держави.
Зокрема, в Україні мінерально-сировинна база представлена значною кількістю різноманітних корисних копалин і джерел їх видобування.
В Законі України «Про державну геологічну службу» (ст. 2) мінерально-сировинною базою називають родовища корисних копалин, відходи від видобування та переробки корисних копалин, які можна використати в промисловості.